# Coll de Tres Estelles
El Coll de Tres Estelles és un coll dels contraforts nord-orientals del Massís del Canigó, a 1.676,8 metres d'altitud, en el límit dels termes comunals d'Escaró i de Nyer, tots dos a la comarca del Conflent, de la Catalunya del Nord. És al nord-est de la Reserva Natural de Nyer, a la zona central - oriental del terme comunal. És al nord-oest del Puig de la Segalissa, 